# Константинов, Евгений Дмитриевич
Евгений Дмитриевич Константинов — советский хозяйственный и политический деятель.

## Биография
Родился в 1940 году в Тульской области. Член КПСС.
В 1962—2000 гг. — каменщик, бригадир монтажно-транспортной бригады домостроительного комбината управления строительства «Тулгорстрой».
Указами Президиума Верховного Совета СССР от 21 апреля 1975 года и 12 мая 1977 года награждён орденами Трудовой Славы 3-й и 2-й степени.
Указом Президиума Верховного Совета СССР от 9 июля 1986 года награждён орденом Трудовой Славы 1-й степени, став полным кавалером ордена Трудовой Славы.
Делегат XXVII съезда КПСС.
Заслуженный строитель Российской Федерации (1994).
Умер в 2008 году в Туле.